# Ruta 1611 (Lima)
La ruta 1611 o "la P" es una ruta de transporte público de la ciudad de Lima, que conecta los distritos de Puente Piedra y Lince. El trayecto de esta ruta consta de 102 y 100 paradas dependiendo de la dirección y dura aproximadamente entre 3 y 4 horas.

## Características
Esta ruta de transporte público está administrada por la Empresa de Transportes Palmari S.A., y comparte similitud con las rutas 1503, 1504, 1513, 1514, 1615 y 1704, que transitan por el recorrido Carabayllo - Universitaria - Plaza San Miguel.

### Autorización
La ruta 1611 se encuentra autorizada por la Municipalidad Metropolitana de Lima (MML) y la Autoridad de Transporte Urbano (ATU).

## Trayecto
Los autobuses de la ruta 1611 (aprox. 70) comienzan a operar a las 5:00 a.m. y terminan a las 11:00 p.m. por los distritos de Puente Piedra, Carabayllo, Comas, Los Olivos, San Martín de Porres, Lima, Pueblo Libre, San Miguel, Magdalena del Mar, San Isidro, Jesús María y Lince en la provincia de Lima; pasando por importantes lugares, tales como las estaciones del Metropolitano Los Incas, Andrés Belaúnde, 22 de Agosto y Universidad, los clubes metropolitanos Sinchi Roca y Lloque Yupanqui, las universidades de Ciencias y Humanidades, San Marcos, Católica, la Plaza San Miguel, el Real Plaza Salaverry y el hospital Rebagliati.

### Terminales
Su terminal de ida se encuentra en la urbanización Zona Industrial, en Puente Piedra y su terminal de vuelta se encuentra en la urbanización Risso, en Lince.

### Recorrido
| Dirección                  | Avenidas y calles |
| -------------------------- | --- |
| Ida Hacia Lince            | Av. José Saco Rojas - Av. Camino Real - Av. Santo Domingo - Av. San Juan Bosco - Av. Mariano Condorcanqui - Av. Señor de Caudivilla - Av. Universitaria - Av. Óscar Raimundo Benavides - Av. Aurelio García y García - Av. Venezuela - Av. Universitaria - Av. Lima - Jr. San Martín - Jr. Francisco Bolognesi - Av. Antonio José de Sucre - Jr. Junín - Av. Javier Prado Oeste - Av. Salaverry - Av. Edgardo Rebagliati - Jr. Garcilaso de la Vega - Jr. León Velarde. |
| Vuelta Hacia Puente Piedra | Jr. León Velarde - Av. Salaverry - Av. Javier Prado Oeste - Av. Brasil - Jr. Cuzco - Av. Antonio José de Sucre - Jr. Grau - Av. Tacna - Jr. Independencia - C. Diego Quispe Tito - Av. Universitaria - Av. Ramón Herrera - Av. Universitaria - Av. Señor de Caudivilla - Av. Mariano Condorcanqui - Av. San Juan Bosco - Av. Santo Domingo - Av. Camino Real - Av. José Saco Rojas.                                                                                     |

Actualmente la ruta 1611 solo dirige hasta el cruce del Jr. Bolognesi con la Av. Sucre en Magdalena del Mar.

## Rutas relacionadas
1503 (Carabayllo - San Miguel), 1504 (Carabayllo - San Miguel), 1513 (Carabayllo - San Miguel), 1514 (Carabayllo - San Miguel), 1604 (Carabayllo - Lince), 1615 (Carabayllo - Lince), 1704 (Carabayllo - San Juan de Miraflores), 1901 (Puente Piedra - La Perla).